# دادستان کل
دادستان کل مشاور قانونی اصلی حکومت است، و در برخی حوزه‌های قضایی ممکن است مسئولیت اجرایی اجرای قانون، تعقیب قضایی یا حتی مسئولیت کلی امور قانونی را برعهده داشته باشد. در عمل میزان مشاوره قانونی که دادستان کل شخصاً ارائه می‌دهد بسته به حوزهٔ قضایی و حتی بر اساس صاحب منصب‌های مختلف درون یک حوزه قضایی متفاوت است و غالباً به سطح و ماهیت تجربهٔ قانونی قبلی صاحب منصب بستگی دارد.
در اصل این لفظ به هر شخصی اشاره می‌کرد که از قدرت کلی دادستان برای نمایندگی یک مقام در همهٔ امور برخوردار بود. در سنت کامن لا، هر کسی که دولت، را خصوصاً در محاکمات جنایی نمایندگی کند چنین دادستانی است. گرچه یک حکومت ممکن است برخی مقامات را به عنوان دادستان کل دائمی تعیین کند، هر کسی که نمایندگی دولت را به آن نحو بر عهده داشته را می‌توان چنین خواند حتی اگر برای یک پرونده خاص بوده باشد. امروزه، به هر روی، در بیشتر حوزه‌های قضایی این لفظ عنوانی است برای دادستان کل با انتصاب دائمی دولت، حاکم یا دیگر اعضای خانواده سلطنتی.
در نظام‌های حقوقی رومی–ژرمنی مناصب مشابهی وجود دارند که مدعی العموم، دادستان کل یا عناوین دیگر به آنها گفته می‌شود.